# Гамлет (фильм, 1907)
«Гамлет» (фр. Hamlet) — немой короткометражный утерянный фильм французского режиссёра и одного из основоположников мирового кинематографа Жоржа Мельеса, снятый по мотивам одноимённой трагедии Уильяма Шекспира в 1907 году.
Роль Гамлета в этом кинофильме приписывают самому Жоржу Мельесу. Однако, учитывая количество фильмов, снятых Мельесом (в особенности же то, что до сих пор не могут определиться с точным количеством этих фильмов: от 500 до 4000), имена актёров многих кинолент просто не сохранились.
Считается, что «Гамлет» пришёлся уже на упадок Мельеса, так как режиссёр начинает экранизировать известные литературные произведения, что привело к потере элегантной иронии Мельеса. Но несмотря на это, «Гамлет» Жоржа Мельеса является второй известной экранизацией трагедии Шекспира (после «Дуэли Гамлета» Клемана Мориса (фр. Clément Maurice) 1900 года).